# John C. West

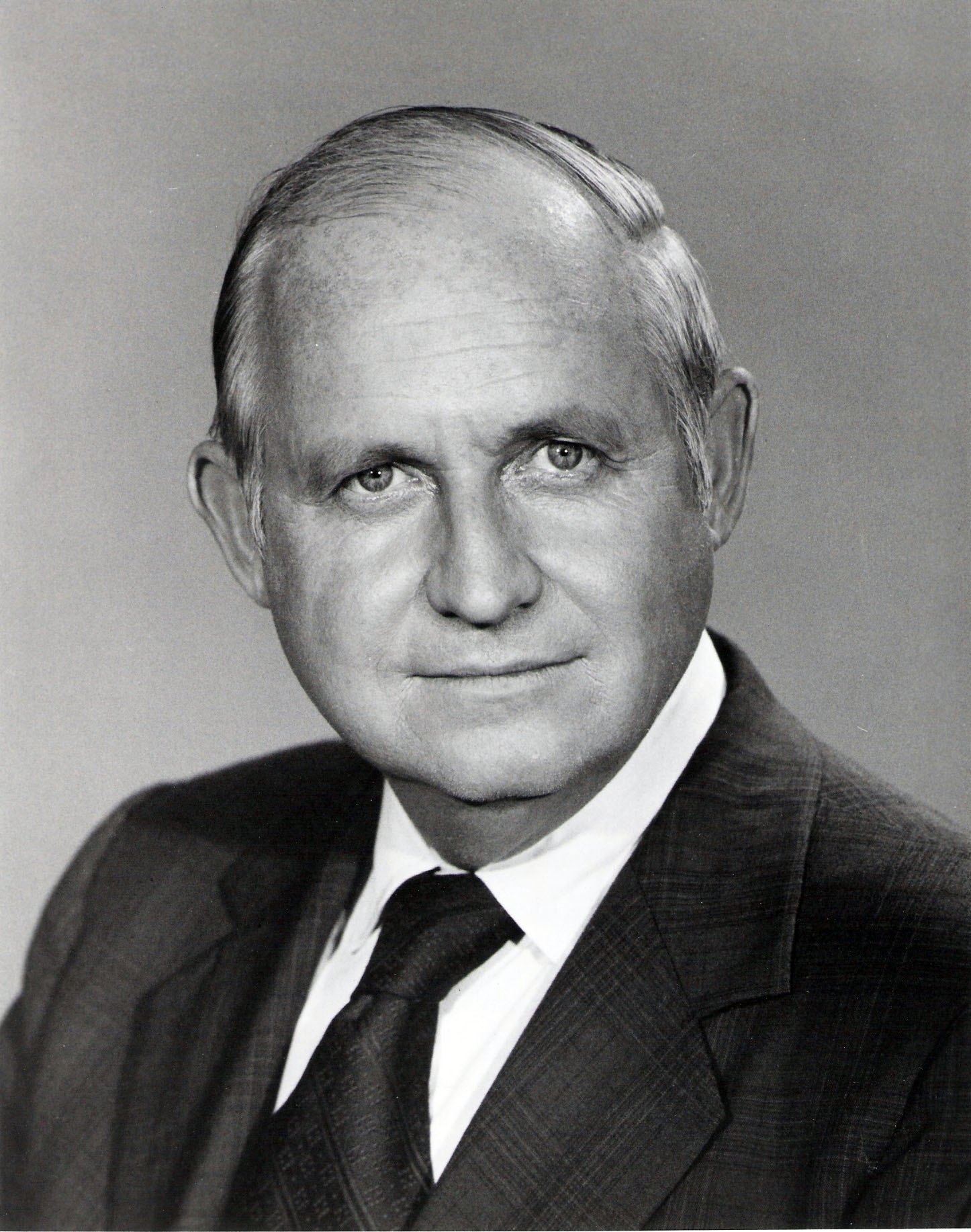
John C. West

John Carl West (* 27. August 1922 in Camden, Kershaw County, South Carolina; † 21. März 2004 in Hilton Head, South Carolina) war ein US-amerikanischer Politiker (Demokratische Partei) und von 1971 bis 1975 Gouverneur des Bundesstaates South Carolina.

## Frühe Jahre und politischer Aufstieg
John West besuchte die Militärakademie The Citadel in Charleston und graduierte im Jahr 1942. Anschließend nahm er als Armeeoffizier am Zweiten Weltkrieg teil und stieg bis zum Kriegsende zum Major auf. Zwischen 1946 und 1948 hatte er als Dozent für politische Wissenschaften eine Teilzeitstelle an der University of South Carolina. Von 1948 bis 1970 war er Anwalt bei der Kanzlei West, Holland and Furman. Während seiner Zeit als Anwalt bekleidete er auch noch einige politische Ämter. Von 1948 bis 1952 fungierte er als Verkehrsbeauftragter (Highway Commissioner) der Regierung von South Carolina. Zwischen 1954 und 1966 saß er im Staatssenat, im Jahr 1966 wurde er zum Vizegouverneur gewählt.

## Gouverneur von South Carolina
Für die 1970 anstehenden Gouverneurswahlen wurde West von seiner Partei ohne interne Opposition zum Spitzenkandidaten nominiert. Er gewann die Wahl vom 3. November 1970 mit 51,7 % der Stimmen gegen den Republikaner Albert William Watson (45,6 %). Seine Amtszeit begann am 19. Januar 1971 und endete am 15. Januar 1975. Im Vergleich zu den von Konflikten um und mit der Bürgerrechtsbewegung geprägten Amtszeiten seiner Vorgänger verlief seine Amtszeit eher ruhig. Im April 1971 wurde in South Carolina der 26. Verfassungszusatz ratifiziert, der das Wahlrecht ab 18 Jahren ermöglichte. Im Oktober desselben Jahres fand in Columbia die erste Staatsausstellung unter Beteiligung aller Rassen statt. Im Juni 1973 verkündete der Oberste Gerichtshof in einem Urteil, dass die Wahlbezirke in South Carolina entsprechend den Einwohnerzahlen neu eingeteilt werden sollten.

## Weiterer Lebenslauf
Aufgrund einer Verfassungsklausel durfte John West im Jahr 1974 nicht zur Wiederwahl antreten. Nach dem Ende seiner Amtszeit wurde er zunächst wieder als Anwalt tätig. US-Präsident Jimmy Carter ernannte ihn 1977 als Nachfolger von William J. Porter zum Botschafter der Vereinigten Staaten in Saudi-Arabien. Diesen Posten behielt er bis 1981; dann gab er das Amt an Robert G. Neumann weiter. Nach seiner Rückkehr war er für einige Zeit als Professor für die Nahost-Problematik an der University of South Carolina tätig. Seit 1993 bis zu seinem Tod war er Teilhaber einer großen Kanzlei in Hilton Head. John West war mit Lois Rhome verheiratet, mit der er drei Kinder hatte.